# Malšovice
Malšovice település Csehországban, Děčíni járásban. Malšovice Jílové, Dobkovice, Děčín, Libouchec és Povrly településekkel határos. Lakosainak száma 1011 fő (2024. január 1.).

## Népesség
A település lakosságának változását az alábbi diagram mutatja:
| Lakosok száma | 1141 | 1234 | 1491 | 1103 | 768  | 808  | 855  | 885  | 906  | 1011 |
|               | 1869 | 1900 | 1921 | 1961 | 1980 | 2011 | 2016 | 2019 | 2021 | 2024 |